# العلاقات الأذربيجانية الجيبوتية
العلاقات الأذربيجانية الجيبوتية هي العلاقات الثنائية التي تجمع بين أذربيجان وجيبوتي.

## مقارنة بين البلدين
هذه مقارنة عامة ومرجعية للدولتين:
| وجه المقارنة                                              | أذربيجان        | جيبوتي                    |
| --------------------------------------------------------- | --------------- | ------------------------- |
| المساحة (كم2)                                             | 86.60 ألف       | 23.20 ألف                 |
| عدد السكان (نسمة)                                         | 10.00 مليون     | 956.99 ألف                |
| الكثافة السكانية (ن./كم²)                                 | 115.47          | 41.25                     |
| العاصمة                                                   | باكو            | جيبوتي                    |
| اللغة الرسمية                                             | اللغة الأذرية   | لغة فرنسية، اللغة العربية |
| العملة                                                    | مانات أذربيجاني | فرنك جيبوتي               |
| الناتج المحلي الإجمالي (بليون دولار)                      | 40.75 مليار     | 1.84 مليار                |
| الناتج المحلي الإجمالي (تعادل القوة الشرائية) بليون دولار | 171.56 مليار    | 3.10 مليار                |
| الناتج المحلي الإجمالي الاسمي للفرد دولار أمريكي          | 5.50 ألف        | 1.95 ألف                  |
| الناتج المحلي الإجمالي للفرد دولار أمريكي                 | 17.52 ألف       | 3.27 ألف                  |
| مؤشر التنمية البشرية                                      | 0.751           | 0.470                     |
| رمز المكالمات الدولي                                      | +994            | +253                      |
| رمز الإنترنت                                              | .az             | .dj                       |
| المنطقة الزمنية                                           | ت ع م+04:00     | ت ع م+03:00               |

## منظمات دولية مشتركة
يشترك البلدان في عضوية مجموعة من المنظمات الدولية، منها:
| علم المنظمة | اسم المنظمة                        | تاريخ انضمام أذربيجان | تاريخ انضمام جيبوتي |
| ----------- | ---------------------------------- | --------------------- | ------------------- |
|             | منظمة التعاون الإسلامي             | 1991                  | ?                   |
|             | الاتحاد البريدي العالمي            | ?                     | ?                   |
|             | يونسكو                             | 3 يونيو 1992          | 31 أغسطس 1989       |
|             | البنك الدولي للإنشاء والتعمير      | 18 سبتمبر 1992        | 1 أكتوبر 1980       |
|             | وكالة ضمان الاستثمار متعدد الأطراف | 23 سبتمبر 1992        | 12 يناير 2007       |
|             | الاتحاد الدولي للاتصالات           | 10 أبريل 1992         | 22 نوفمبر 1977      |
|             | منظمة الشرطة الجنائية الدولية      | ?                     | ?                   |
|             | مؤسسة التمويل الدولية              | 11 أكتوبر 1995        | 1 أكتوبر 1980       |
|             | الأمم المتحدة                      | 2 مارس 1992           | 20 سبتمبر 1977      |
|             | مؤسسة التنمية الدولية              | 31 مارس 1995          | 1 أكتوبر 1980       |
|             | منظمة حظر الأسلحة الكيميائية       | ?                     | ?                   |

## وصلات خارجية
- موقع وزارة الخارجية الأذربيجانية